# Lucien Bitterlin
Lucien Bitterlin, né le 15 juillet 1932 à Courbevoie et mort le 11 février 2017 à Saint-Raphaël, est le chef gaulliste des barbouzes pendant la guerre d’Algérie, et un militant pro-arabe et un spécialiste du Proche-Orient. Il est inhumé le 17 février 2017 à La Garenne-Colombes.

## Biographie
Né le 15 juillet 1932, il a créé avec Pierre Lemarchand et André Goulay le Mouvement pour la coopération (M.P.C), chargé, avec l’accord et le soutien des autorités (délégué général Jean Morin en lien avec le ministre de l'intérieur Roger Frey), de lutter contre l’O.A.S. après le putsch d’avril 1961 à Alger, en utilisant des pratiques non conventionnelles (« barbouze »).
Il dirige ensuite l'ASFA et le Comité Eurabia (voir ci-dessous), produit et anime une émission sur le monde arabe à Radio Monte-Carlo de 1965 à 1986.
Dans l'affaire Borrel-Moreno, afin d'innocenter Roland Agret, Antoine Santelli accuse Bitterlin d'avoir été avec Jean Augé l'un des commanditaires de l'assassinat d'André Borel.

## Eurabia
Sous le patronage de Louis Terrenoire, Lucien Bitterlin a été secrétaire général puis président de l'Association de solidarité franco-arabe (ASFA fondée en 1967) et directeur de sa publication mensuelle France-Pays arabes (1968-2008). Il a aussi présidé le « Comité Européen de Coordination des Associations d'Amitié avec le Monde Arabe », dit « Comité Eurabia ». Il dirigeait le Bulletin d'information Eurabia et les autres publications françaises du Comité Eurabia, et a été la cheville ouvrière des Groupes Eurabia constitués en divers pays d'Europe par des associations et organisations qui participaient au Comité exécutif Eurabia,. Enfin il a assisté la création de l'Association Parlementaire pour la Coopération Euro-Arabe (APCEA) qui, avec le Comité exécutif Eurabia, exerça une influence sur l'évolution de la politique dite méditerranéenne de l'Union européenne, ouverte à l'influence arabo-musulmane. 
Il est administrateur de l'Institut du monde arabe de 1984 à 1986.
En février 1985, il crée la surprise en annonçant dans France-Pays arabes qu'il a rencontré les 6 et 7 de ce mois Abou Nidal, militant de la cause palestinienne, que l'on donnait pour mort depuis novembre 1984. Bitterlin explique alors qu'il a eu des contacts avec Nidal depuis les années 1970, qu'il s'agit bien de l'homme qu'il a rencontré peu avant au Liban, et qu'il tentait de le dissuader de s'attaquer aux hommes de l'OLP.
Il fait partie du jury du prix Palestine-Mahmoud Hamchari.